# Piazza Indipendenza (Campione d'Italia)
Piazza Indipendenza è una piazza divisa tra il comune di Campione d'Italia (Lombardia) e quello svizzero di Bissone.

## Descrizione
Nella piazza, fino al 31 dicembre 2019, non era presente alcuna dogana dato che Campione d'Italia faceva parte dello spazio doganale svizzero. Nella piazza è presente una fontana con la bandiera europea e quella italiana, oltre un arco che fa da ingresso al paese, visibile in direzione Campione su via Marco da Campione e su corso Italia. Alla fine della piazza, nella vicina via Campione (Svizzera) è presente la bandiera del comune, la bandiera del Canton Ticino e la bandiera svizzera. 
Dal 1º gennaio 2020 in seguito all'ingresso del comune di Campione d'Italia nello spazio Schengen è diventato confine esterno tra l'Unione Europea e la Svizzera.